# Мачерата (округ)
Округ Мачерата (итал. Provincia di Macerata) је округ у оквиру покрајине Марке у средишњој Италији. Седиште округа и највеће градско насеље округа је истоимени град Мачерата.
Површина округа је 2.774 км², а број становника 324.188 (2010. године).

## Природне одлике
Округ Мачерата чини средишњи део историјске области Марке. Он се налази у средишњем делу државе, са изласком на Јадранско море на истоку. На западу се налази средишњи део планинског ланца Апенина. Између њих налази се бреговито подручје познато по виноградарству и производњи вина.

## Становништво
По последњем попису из 2010. године у округу Мачерата живи близу 325.000 становника. Густина насељености је значајна, близу 120 ст/км². Источна, приморска половина округа је знатно боље насељена, нарочито око града Мачерате. Западни, планински део ређе је насељен и слабије развијен.
Поред претежног италијанског становништва у округу живе и велики број досељеника из свих делова света.

## Општине и насеља
У округу Мачерата постоји 57 општина (итал. Comuni).
Најважније градско насеље и седиште округа је град Мачерата (43.000 ст.) у средишњем делу округа. Други по величини је град Чивитанова Марке (40.000 ст.) у источном делу округа.